# Los Sims 4: Y el reino de la magia
Los Sims 4: Y el reino de la magia —en inglés: The Sims 4: Realm of Magic— es el octavo paquete de contenido del juego de computadora, Los Sims 4. El lanzamiento tuvo lugar el 10 de septiembre de 2019 a través de la plataforma digital Origin. Este pack agrega magia, la capacidad de explorar una dimensión mágica y convertirse en un mago, y también contiene elementos de antiguas expansiones de Los Sims como Los Sims: magia potagia, Los Sims 2: comparten piso y Los Sims 3: Criaturas sobrenaturales. El pack creado teniendo en cuenta la posibilidad de máxima personalización de los magos.
Los críticos apoyaron en general la expansión, señalando que compensó la falta de un elemento de fantasía/oculto en Los Sims 4, elogiando la dimensión mágica que fue añadida a la expansión y apreciando cómo la práctica de la magia puede afectar dramáticamente la jugabilidad. Sin embargo, la limitación en el número de hechizos utilizados puede causar descontento en el jugador.

## Jugabilidad e historia
El pack  agrega la capacidad de practicar magia, que incluye lanzar hechizos, lanzar maldiciones, empuñar una varita mágica, «concursos de magia», la capacidad de adquirir un familiar, preparar pociones, volar en una escoba y más. También presenta un estado de vida oculto: una bruja o hechicero. Puede ser creado en el editor de personajes, o el personaje puede convertirse en hechicero usando un hechizo. Los personajes simples no pueden practicar magia. La magia en sí se divide en tres tipos: «magia práctica», diseñada para mejorar la vida cotidiana de un sim, «magia pilla» destinada a trucos malvados y «magia indómita», cuyo propietario puede causar estragos a su alrededor. Además de la magia, el personaje puede practicar alquimia y crear varias pociones mágicas en el caldero mágico.
El personaje debe estar entrenado para poder usar magia. Las barras de necesidades, además de las necesidades básicas, tiene una báscula para cargar energía. Esta escala funciona en el principio opuesto y está llena de magia, junto con esto, sus hechizos serán más exitosos y poderosos. Sin embargo, si la carga de energía se vuelve demasiado poderosa, la posibilidad de falla aumenta, una barra de energía completamente llena provocará una repentina sobrecarga e incluso puede causar su muerte. Después de lanzar un hechizo fallido, el hechicero puede quedar maldito, que solo puede eliminarse con la ayuda de un hechizo o poción. El mago debe practicar magia junto con su familiar, quien, si es posible, ayudará al sim en la brujería o incluso lo salvará de una posible muerte.
Un papel importante en la hechicería también lo juegan los objetos e ingredientes mágicos que un sim puede conseguir de diferentes formas, por ejemplo, en un mercado mágico, en un invernadero abandonado o mediante duelos. Por lo tanto, el jugador puede obtener nuevos familiares, cristales, varitas, escobas y más.
Esta expansión también se integra con otros paquetes de Los Sims 4, por ejemplo, con la expansión Perros y gatos, una bruja puede convocar a un perro o un gato como familiar, que puede realizar diversas tareas de su dueño. Si también el jugador contiene la expansión ¡A trabajar!, el personaje puede abrir una tienda de artículos mágicos.
El pack también agrega dos nuevos mundos, Glimmerbrook, es una pequeña ciudad rural europea y una dimensión mágica oculta en este, que es un acantilado flotante. Este mundo contiene los secretos de la magia, el personaje puede visitar el mercado mágico, así como aprender magia de los lugareños y organizar duelos mágicos con ellos.

## Desarrollo
Aunque los hechiceros han aparecido como una especie oculta en expansiones anteriores de Los Sims, por primera vez se ha lanzado una expansión dedicada exclusivamente a esa especie para Los Sims 4. Los desarrolladores explicaron esta decisión por el hecho de que querían trabajar con cuidado la magia. Como resultado, los magos tienen acceso a 24 hechizos, 15 pociones y varias maldiciones, su jugabilidad está mejor desarrollada que en todos los juegos anteriores de la franquicia. Además, los desarrolladores prestaron especial atención a la personalización de los hechiceros, permitiéndoles elegir varitas mágicas, vestimenta, escobas, familiares en diferentes estilos de acuerdo con el gusto del jugador. Antonia Romeo, una de las desarrolladoras explicó, mientras trabajaban en la personalización, que los creadores querían que el jugador pudiera crear, hechiceros al estilo clásico, y un representante de la subcultura, por ejemplo, con motivos góticos o steampunk, un fanático de la naturaleza o «hada madrina».
Mientras trabajaban en artículos de hechicería y vestuario para hechiceros, los creadores evitaron deliberadamente el uso excesivo del estilo gótico oscuro para evitar similitudes obvias con el pack sobre vampiros, esto también se aplicó a la jugabilidad en general. Los desarrolladores prestaron especial atención al componente visual del complemento para la imagen de la dimensión oculta y los efectos visuales de la magia. SimguruRomeo, cocreador, confesó que crear un mundo mágico y «flotante»  fue una experiencia increíble para los diseñadores que nunca habían creado un lugar como este en la historia de la franquicia. Según el pasado del Pueblo Mágico, se convirtió en víctima de un vórtice cósmico, cuya completa destrucción fue evitada por tres magos, sin embargo, el vórtice dejó islas en ruinas. Anteriormente, estos poderosos magos, como representantes de sus casas mágicas, competían entre sí, pero tuvieron que unir fuerzas debido a la necesidad de proteger la dimensión de una mayor destrucción. Glimmerbrook, por otro lado, parece un mundo estándar pequeño, similar a Granite Falls del pack De acampada. La decisión de agregar una colección de muebles Art Nouveau, los desarrolladores explicaron que este estilo refleja mejor el tema de la magia, así como la idea de ser uno con la naturaleza. La tabla de habilidades del mago en sí se inspiró en la tabla de habilidades de Vampiros, mientras que las maldiciones funcionan de manera similar a los rasgos de celebridades infames de la expansión ¡Rumbo a la fama!.
Los desarrolladores dejaron un easter egg en forma de uno de los NPC fantasmas del mercado mágico, que es un cameo de Jillian Hancock, una exdiseñadora que forma parte del equipo de desarrollo. Otro easter egg es uno de los NPC que camina en Glammerbrook llamado Kiernan Shipka, que es un cameo de la actriz estadounidense del mismo nombre, más conocida por su papel de bruja en la serie de televisión estadounidense Chilling Adventures of Sabrina. La propia actriz expresó su admiración por el juego en una entrevista.

## Anuncio y lanzamiento
La temática mágica fue una de las más pedidas por los jugadores de Los Sims 4. Los primeros indicios de una expansión con dicha temática fueron revelados en The Sims 4 Laundry Day, donde la descripción de algunos elementos contenía una referencia a la magia y la adivinación. Entre otras cosas, la especulación sobre la adición de un pack temático se hizo presente mediante una encuesta especial sobre las posibles expansiones futuras, que incluía la posibilidad de incluir un pack, dedicado a los magos y la magia.
El nuevo pack se confirmó oficialmente en junio de 2019 el día del anuncio de la incorporación de Los Sims 4: Vida isleña.
El 20 de agosto, se lanzó un teaser del juego ambientado en el Pueblo Mágico. El anuncio oficial de la expansión tuvo lugar el 20 de agosto de 2019, junto con el teaser. Un periodista del sitio web Polygon señaló que los desarrolladores de Los Sims 4 han dado pasos importantes durante el último año para representar los elementos ocultos y fantásticos que tanto le faltaban al juegp, y el periodista se apresuró a comparar el mundo que vio con Hogwarts del universo de Harry Potter. Además, los periodistas de los sitios PCgamesN, Jstationx, GamesRadar e IGN hicieron analogías con Harry Potter. Un editor del sitio Kotaku también comentó sobre la importancia de la magia para Los Sims 4 y cree que con la adición de Vampiros, el juego se verá un poco más completo.
El tráiler acumuló más de un millón de visitas en menos de 18 horas, convirtiéndolo efectivamente en la expansión más esperada para Los Sims 4, rompiendo el récord del teaser de Perros y gatos e incluso el tráiler del juego base.
El pack fue lanzado el 10 de septiembre de 2019 para PC y el 15 de octubre para consolas. Después del lanzamiento, las casas base ubicadas en Glimmerbrook causaron una polémica masiva entre los fanáticos, quienes al descubrir, por ejemplo, la ausencia de puertas, acusaron a los desarrolladores de pirateo.

## Banda sonora
| N.º | Título                      | Artista      | Duración |  |
| 1.  | «Sister»                    | K.Flay       | 3:23     |  |
| 2.  | «About Work The Dancefloor» | Georgia      | 3:27     |  |
| 3.  | «Hungry Child»              | Hot Chip     | 6:02     |  |
| 4.  | «whywhywhy»                 | MisterWives  | 3:21     |  |
| 5.  | «Explores»                  | The Midnight | 4:18     |  |
| 6.  | «Bevelsnork»                | James Iha    | 3:03     |  |

## Recepción crítica
El reino de la magia recibió críticas en su mayoría positivas de los críticos. Un editor de Destructoid señaló que el juego aporta un equilibrio a Los Sims 4, antes del cual el estilo de vida oculto solo estaba representado por vampiros. Aunque el pack apenas expande la jugabilidad básica del juego, como lo hace, por ejemplo, Vida isleña, no obstante, permitie al jugador olvidarse temporalmente de la vida cotidiana de un sim y sumergirse en el mundo de la magia hasta que se canse de ella. El crítico de Screenrant señaló que los fanáticos del universo de Harry Potter estarán encantado con la expansión, ya que el pack «sumerge al jugador en un encantador mundo de brujería y hechicería», y el juego en sí adquiere una forma cada vez más completa. Sin embargo, el uso limitado de la magia y el riesgo de morir por agotamiento mágico pueden resultar frustrantes para muchos jugadores. Un crítico de Darkstation señaló que el esplendor visual del mundo mágico y el colorido diseño de la colección de artículos compensan los gráficos de Los Sims 4 de hace cinco años.
Geeta Jackson de Kotaku notó la clara similitud general entre El reino de la magia y Vampiros, con la principal diferencia de que el nuevo juego ofrece una dimensión mágica, que la crítica considera la «verdadera joya» del juego. Si Glimmerbrook es demasiado mediocre e incluso se parece a un pueblo fantasma, entonces la dimensión mágica deja la impresión de un lugar animado. Jackson señaló que otra ventaja del juego es su integración con la base de Los Sims 4, la capacidad de un mago de existir en un mundo ordinario y practicar magia en secreto. Al mismo tiempo, muchos juegos se sienten aislados, como De acampada o Aventura en la jungla, cuyo contenido está vinculado a mundos no residenciales. El crítico de Darkstation dejó una opinión similar, señalando que ninguna expansión cambia la jugabilidad básica de manera tan drástica como este pack.
Cass Marshall del sitio web de Polygon dejó una revisión más moderada, señalando que el sistema mágico es similar a las habilidades de los vampiros, sin embargo, los vampiros adquieren también desventajas, la adquisición de nuevas habilidades prácticamente no afecta al mago, excepto que el abuso de la magia puede causar maldiciones e incluso matar. Sin embargo, el crítico señaló que la magia es útil para superar muchas limitaciones en el juego y constituye, de hecho, una trampa legalizada. El problema de la sobrecarga mágica también fue señalado por un crítico del sitio web COGconnected, señalando que la capacidad de usar magia solo en cantidades limitadas y el riesgo de morir por ella será el momento más decepcionante para los amantes de la magia. Gloria Manderfeld de Gamestar expresó un punto de vista opuesto, señalando que el riesgo de cobrar de más es un equilibrio importante en la fuerza de un brujo, mientras que un equilibrio para los vampiros es una debilidad adquirida. Aun así, según la crítica, las brujas se han convertido en la especie oculta más poderosa de Los Sims 4.
Holly Green de la revista Paste expresó por separado su decepción porque los desarrolladores decidieron, en lugar de lanzar un pack completo dedicado a muchas criaturas ocultas a la vez, como fue el caso de Los Sims 3: Criaturas sobrenaturales, lanzaron packs pequeños para las dos especies. La crítica señaló que incluso cinco años después del lanzamiento de Los Sims 4, todavía no ofrece ni una pequeña fracción de todos los elementos fantásticos/ocultos que estaban en Los Sims 2 y Los Sims 3 y aparentemente nunca lo harán.